# Lekkoatletyka na Letnich Igrzyskach Olimpijskich 1896 – bieg na 800 m
Biegi na 800 metrów podczas Igrzysk odbyły się w dniach 6 kwietnia (eliminacje) oraz 9 kwietnia (finał). Do biegu zostało zgłoszonych 9 biegaczy z 5 państw.

## Medaliści

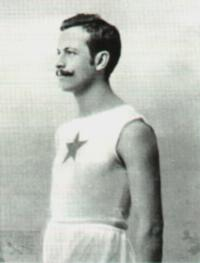
Nándor Dáni - Wicemistrz Olimpijski

Zestawienie zostało opracowane na podstawie źródła:
| Medal  | Zawodnik                 |
| ------ | ------------------------ |
| Złoto  | Teddy Flack Australia    |
| Srebro | Nándor Dáni Węgry        |
| Brąz   | Dimitrios Golemis Grecja |

## Eliminacje

### 1 bieg eliminacyjny
Zestawienie zostało opracowane na podstawie źródła:
| lp. | Zawodnik        | Kraj                 | Wynik    | Uwagi |
| --- | --------------- | -------------------- | -------- | ----- |
| 1.  | Teddy Flack     | Australia            | 2:10.0   | Q     |
| 2.  | Nándor Dáni     | Węgry                | 2:10.2   | Q     |
| 3.  | Friedrich Traun | Cesarstwo Niemieckie | (2:13.4) |       |
| 4.  | George Marshall | Wielka Brytania      | nieznany |       |

### 2 bieg eliminacyjny
Zestawienie zostało opracowane na podstawie źródła:
| lp. | Zawodnik              | Kraj             | Wynik    | Uwagi |
| --- | --------------------- | ---------------- | -------- | ----- |
| 1.  | Albin Lermusiaux      | Francja          | 2:16.6   | Q     |
| 2.  | Dimitrios Golemis     | Królestwo Grecji | 2:16.8   | Q     |
| 3.  | Georges de la Nézière | Francja          | nieznany |       |
| 4.  | Angelos Fetsis        | Królestwo Grecji | nieznany |       |
| 5.  | Dimitrios Tomprof     | Królestwo Grecji | nieznany |       |

## Finał
Zestawienie zostało opracowane na podstawie źródła:
| lp. | Zawodnik          | Kraj             | Wynik  | Uwagi |
| --- | ----------------- | ---------------- | ------ | ----- |
| 1.  | Teddy Flack       | Australia        | 2:11.0 |       |
| 2.  | Nándor Dáni       | Węgry            | 2:11.8 |       |
| 3.  | Dimitrios Golemis | Królestwo Grecji | 2:28.0 |       |
| –   | Albin Lermusiaux  | Francja          | DNS    |       |